# Scarlett Bordeaux
Elizabeth Chihaia-Kesar (* 13. Mai 1991 in Chicago, Illinois) ist eine amerikanische Wrestlerin. Sie steht zurzeit bei der WWE unter Vertrag und tritt regelmäßig in deren Show Raw auf.

## Wrestling-Karriere

### Free Agent (2012–2013)
Bordeaux gab ihr Debüt am 27. April 2012, bei einem CSW Southside Showdown-Event und besiegte The Angel. Bordeaux gab ihr Debüt für Chikara, wo sie begann The Throwdown Lowdown zu moderieren. Bei ihrem ersten Interview interviewte sie 2 Cold Scorpio. Bordeaux kehrte am 13. März 2013, als The Throwdown Lowdown-Hostess nach Chikara zurück und ersetzte Natali Morris. Es handelt sich um neue Clips, aus CHIKARAs riesigem Video-Tresor, die beeindruckende Hits und brutale Ereignisse sowie Interviews zeigen. Am 9. Juli 2016 besiegte Bordeaux Joey Ryan fest, um den DDT Pro Ironman Heavymetalweight Championship zu gewinnen. Bordeaux verlor jedoch den Titel, da sie dies gegen Rhynos Autogramm eintauschte.

### Ring of Honor (2012–2017)
Scarlett gab ihr Debüt für Ring of Honor, in der 11th Anniversary Show als Heel und begleitete Matt Taven, für sein Match gegen Adam Cole für die ROH World Television Championship zum Ring. Bordeaux gab ihr In Ring Debüt in der ROH-Folge vom 6. April, in der sie an einem Corn of Honor Match teilnahm. Sie fungierte hier nur als Managerin diverser Wrestler und als Ringansagerin.

### Total Nonstop Action Wrestling (2018–2019)
In der Impact-Folge vom 26. Juli, gab Bordeaux ihr Debüt während eines Interviews mit Alicia Atout. Bordeaux stellte eine sexy Verführerin dar und nannte sich sogar Smoke Show. Im August erhielt Bordeaux ihr eigenes Segment, mit dem Titel The Smoke Show. In der Folge von Impact vom 29. März 2019 gab sie ihr In Ring Debüt, indem sie Glenn Gillbertti besiegte. In der Folge von Impact vom 20. April begann Bordeaux mit Fallah Bahh zusammenzuarbeiten und besiegte Desi Hit Squad. Mit Bahh an ihrer Seite hatte Bordeaux ihr erstes Pay-per-View-Match bei Rebellion, wo sie Rohit Raju siegte. Im Mai bat sie um ihre Entlassung aus der Promotion, diese wurde ihr am 18. Juni stattgegeben.

### World Wrestling Entertainment (2019–2021 und seit 2022)
Im September 2019 nahm Bordeaux an einem Tryout im WWE Performance Center teil. Im November gab die WWE bekannt, dass sie Bordeaux unter Vertrag genommen hatten. Sie gab unter den Namen Scarlett, ihr Debüt am 6. Mai 2020 bei NXT. Sie fungiert seitdem als Managerin von Karrion Kross. Am 4. November 2021 wurde sie von der WWE entlassen.
Am 5. August 2022 kehrte sie zur WWE zurück, indem sie bei SmackDown auftrat und Roman Reigns zusammen mit Karrion Kross konfrontierte.

## Titel und Auszeichnungen
- DDT Pro-Wrestling
  - Ironman Heavymetalweight Championship (1×)

- East Coast Wrestling Association
  - ECWA Women's Championship (1×)

- Maryland Championship Wrestling
  - WMCW Rage Television Championship (1×)

- Pro Wrestling After Dark
  - SAW Women's Championship (1×)

- Pro Wrestling Illustrated
  - Nummer 89 der Top 100 Wrestlerinnen in der PWI der Frauen in 2019